# 6836 Paranal
6836 Paranal (1994 PW5) là một tiểu hành tinh vành đai chính được phát hiện ngày 10 tháng 8 năm 1994 bởi E. W. Elst ở La Silla.